# Ulsnis
Ulsnis (tiếng Đan Mạch: Ulsnæs) là một đô thị thuộc huyện Schleswig-Flensburg, trong bang Schleswig-Holstein, nước Đức. Đô thị Ulsnis có diện tích 19,81 km², dân số thời điểm 31 tháng 12 năm 2006 là 706 người.